# Erecteo

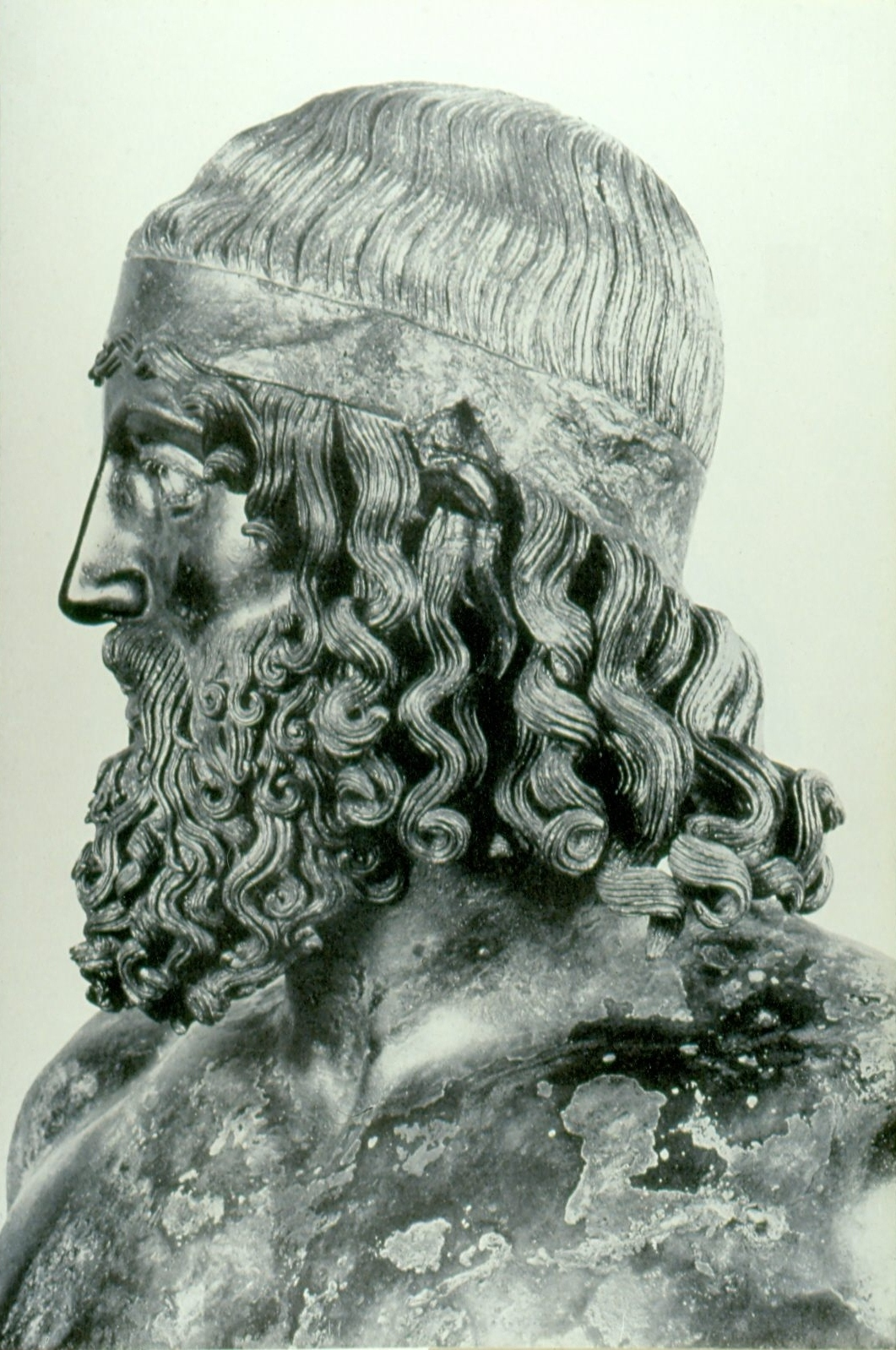
Representación de Erecteo hecha de bronce y conservada en el Museo Nacional de la Magna Grecia.

En la mitología griega, Erecteo (en griego antiguo, Ἐρεχθεύς, Erechtheus) fue un rey primitivo de Atenas; ya sus habitantes se referían a sí mismos como «hijos de Erecteo»; Es una figura oscura que se suele confundir con Poseidón y Erictonio, y es que los primeros autores en nombrarlo no lo diferencian de este último. No en vano Plutarco nos dice que Poseidón era conocido en Atenas generalmente como Poseidón Erecteo. En una tragedia perdida de Eurípides, Erecteo, se fusionan el personaje mítico con el histórico y de la misma manera Plutarco combina a Erictonio y Erecteo en un mismo personaje. El padre de Erecteo, Pandión, era a su vez hijo de Erictonio, a quien algunos autores llaman Erecteo I, recibiendo por tanto su nieto el nombre de Erecteo II; esta genealogía ya es referida por autores tardíos en un intento por armonizar las diversas variantes de Erecteo.  Durante la competición por el patrocinio de Atenas entre Atenea y Poseidón, este golpeó el tridente y de aquí brotó un pozo de agua salada en la acrópolis, conocido como el mar de Erecteo. Por otra parte, algunas fuentes afirman que llegó al Ática desde Egipto. 
En los textos homéricos Erecteo es hijo de «la Tierra dadora de frutos» pero fue criado por Atenea. No obstante para conciliar las diferentes versiones se toma como referencia el texto de Apolodoro. Este nos dice que Erecteo es hijo de Pandión (Pandión I) y de la náyade Zeuxipe. Tuvo un hermano gemelo llamado Butes y ambos se dividieron el poder real al morir Pandión: Erecteo tomó el poder real, y Butes el sacerdocio de Poseidón y Atenea, el cual pasó directamente a sus descendientes. Sus dos hermanas, Procne y Filomela, fueron transformadas en ruiseñor y golondrina, respectivamente. El propio Apolo tuvo un galanteo amoroso con Erecteo pero nada más se sabe.
En la Biblioteca se nos dice que Erecteo se desposó con Praxítea (o Eritía) hija de un tal Frásimo y de la náyade Diogenía, a su vez hija del dios fluvial Cefiso. Tuvieron hijos: Cécrope, Pandoro y Metión; y además cuatro hijas: Procris, Creúsa, Ctonia y Oritía. Sus hijas tuvieron matrimonios célebres, pues Ctonia se casó con su tío Butes, Creúsa con Juto y Procris con Céfalo. Pero Oritía fue raptada por el viento del norte, Bóreas. Otros autores, en contextos diferentes, hacen a Erecteo padre de Orneo, Tespio, Eupálamo o el epónimo Sición. De igual manera la Suda nos dice que las hijas de Erecteo fueron seis en total, añadiendo además Pandora y Protogenia. Es notable la similitud que existe entre tres hijas de Erecteo y las tres hijas de Deucalión descritas en el Catálogo de mujeres. Existen distintas versiones donde se dice que Ctonia fue la sacrificada y que las dos hermanas mayores, Protogenia y Pandora, se ofrecieron. En cualquier caso, se dice que las hermanas restantes, o al menos alguna de ellas, se mataron. Finalmente a Erecteo también se lo hace padre de una Mérope. Servio dice que Erecteo fue el padre de las Híades.
El reinado de Erecteo estuvo marcado por la guerra entre Atenas y Eleusis, cuando Eumolpo de Tracia regía a los eleusinos. Eumolpo, aceptando la principal genealogía común, era hijo de Poseidón y de Quíone, la hija de Bóreas y Oritía; por lo tanto Erecteo era su bisabuelo. En la siguiente batalla entre las fuerzas de Atenas y Eleusis, Ion fue el encargado de llevar la victoria a los atenienses. En esta batalla Erecteo mató a Eumolpo cuando este intentaba huir. Esto enfureció a Poseidón, quien apeló a su hermano Zeus; este destruyó con un rayo a Erecteo. Además en ese momento Poseidón demandó el sacrificio de sus hijas. Otros dicen que Poseidón lo derribó con un golpe de tridente en Macras, donde la tierra se abrió para recibirlo. Pausanias, en cambio, indica que en la batalla entre atenienses y eleusinos murieron Erictonio e Imárado o Ísmaro, hijo de Eumolpo, y que después de este enfrentamiento los eleusinos se sometieron a los atenienses en todo excepto en la celebración de los misterios.
Según Cástor de Rodas y la Biblioteca mitológica, le sucedió su hermano o su hijo Cécrope II.
El vestíbulo del templo de Poseidón fue llamado el Erecteión.
Robert Graves, en una de sus interpretaciones idiosincráticas, dice que de las hijas de Erecteo forman la triple diosa pelasga a quienes se les hacían libaciones. Se dice que Ctonia fue la elegida para el sacrificio de Atenea, ya que un oráculo vaticinó que la supervivencia de Atenas dependía de ella, y además era la misma Atenea como mochuelo. Protogenia era la Eurínome creadora. Pandora era Rea, la diosa de la tierra.
| Predecesor: Pandión I | Reyes míticos de Atenas | Sucesor: Cécrope II |